# Mohamed Fofana (Fußballspieler, Oktober 1985)
Mohamed Fofana (* 21. Oktober 1985 in Conakry) ist ein ehemaliger guineischer Fußballspieler.

## Karriere
Fofana begann seine Laufbahn bei Oxford United. Mit dem Klub stieg er Ende 2006 aus der viertklassigen Football League Two in die Conference National ab. Daraufhin verließ er den Verein in Richtung Finnland und heuerte bei Myllykosken Pallo -47 an. Für MyPa spielte er zweieinhalb Jahre in der höchsten finnischen Spielklasse und erreichte mit der Mannschaft Plätze im Mittelfeld der Liga. Im Oktober 2007 wurde er erstmals vom französischen Trainer Robert Nouzaretin in die guineische A-Nationalmannschaft berufen, eine Partie bestritt er jedoch nie.
2009 wechselte Fofana innerhalb Finnlands zum Ligarivalen FC Lahti. Trotz des namhaften Mitspielers Jari Litmanen spielte er mit dem Vorjahresdritten der Veikkausliiga erneut nur im mittleren Bereich der Liga. In der UEFA Europa League 2009/10 zog er jedoch mit der Mannschaft nach Siegen über den albanischen Klub KS Dinamo Tirana und ND Gorica aus Slowenien in die dritte Qualifikationsrunde ein. Seit 2011 war er in den unterklassigen finnischen Ligen aktiv und beendete dort sieben Jahre später seine Karriere.